# RSM汐留パートナーズ
RSM汐留パートナーズ（あーるえすえむしおどめパートナーズ、RSM Shiodome Partners）は、日本の経営コンサルティンググループ。東京都港区に所在する。世界第6位のグローバルネットワークのRSMインターナショナルの日本におけるメンバーファームの1つである。

## 概要
公認会計士、税理士、弁護士、社会保険労務士、司法書士、行政書士などの国家資格を有する専門家により組織されるワンストップ・コンサルティング・グループ。
主に国内外のクライアントに対し、会計、税務、人事、労務、法務、登記、ビザ、許認可などに関するサービスを提供している。
2022年11月1日現在、従業員数約180名を擁する。RSM汐留パートナーズ株式会社、RSM汐留パートナーズ税理士法人、RSM社会保険労務士法人、RSM汐留パートナーズ行政書士法人、RSM汐留パートナーズ司法書士法人が RSM Internationalにおける日本メンバーファームとなっている。

## 沿革
- 2007年7月 - 前川研吾が東京都港区海岸1丁目に前川公認会計士事務所を設立。
- 2008年4月 - 前川研吾が会計コンサルティング業務を主目的として汐留パートナーズ株式会社を設立。前川公認会計士事務所が汐留パートナーズ会計事務所に改称。
- 2009年3月 - 前川研吾が汐留行政書士事務所を設立（現・汐留パートナーズ行政書士法人）。
- 2009年9月 - 東京都港区新橋1丁目にグループ本社移転。
- 2012年8月 - 汐留パートナーズ会計事務所が佐藤隆太税理士事務所と合併し「汐留パートナーズ税理士法人」へと法人化。
- 2012年12月 - 汐留パートナーズ・沖縄事務所開設。
- 2014年3月 - アメリカ合衆国ハワイ州にShiodome  Partners (USA) Inc.を設立。
- 2014年6月 - 汐留行政書士事務所が「汐留行政書士法人」へと法人化。
- 2015年8月 - 石川宗徳が「汐留司法士事務所」を設立
- 2015年8月 - 石川宗徳が汐留司法書士事務所を設立。
- 2016年4月 - 汐留パートナーズ株式会社が増資（資本金5000万円）。
- 2018年3月 - 東京都中央区銀座7丁目にグループ本社移転。
- 2018年6月 - PKF Internationalに加入。
- 2018年11月 - 汐留行政書士法人が「汐留パートナーズ行政書士法人」へ法人化。
- 2019年1月 - 汐留パートナーズ税理士法人と協同税理士事務所が合併。
- 2019年4月 -  汐留パートナーズ税理士法人とロックハート会計事務所が経営統合。
- 2020年9月 - SP社会保険労務士事務所が「汐留パートナーズ社会保険労務士法人」へ法人化。
- 2020年12月 - 汐留司法書士事務所が「汐留パートナーズ司法書士法人」へ法人化。
- 2022年3月 - 汐留シティセンタービル33階にグループ本社移転。
- 2022年4月 - 汐留パートナーズ社会保険労務士法人とノータス経営労務事務所が経営統合。
- 2022年10月 - 汐留パートナーズ税理士法人と中本国際税理士法人が経営統合。
- 2022年11月 - 世界第6位のRSMインターナショナルに加盟[1]。同時にRSM加盟の以下の5法人が社名変更によりRSMブランドに社名統一。 RSM汐留パートナーズ株式会社 RSM汐留パートナーズ税理士法人 RSM汐留パートナーズ社会保険労務士法人 RSM汐留パートナーズ行政書士法人 RSM汐留パートナーズ司法書士法人

## 事業内容
コンサルティングサービス
株式公開(IPO)支援、内部統制(J-SOX)支援、IFRS支援、決算開示支援、M&A支援、海外進出支援　
会計・税務サービス　
会計税務相談、デューディリジェンス、株価算定、資産税・相続税対策、事業承継
人事・労務サービス
人事労務コンサルティング、労働保険手続・社会保険代行、給与計算　
法務・登記サービス
企業法務全般、一般民事全般、商業登記・不動産登記全般
ビザ・許認可サービス
ビザ・各種許認可手続代行